# Love in Memory
《Love in Memory》（韓語：러브 인 메모리）為韓國首部SNS電視劇，透過NAVER TV CAST、me2day等社群網站播出的迷你短劇，目前共播出兩季。

## 第一季
《Love in Memory》，2013年2月21日至3月28日每週四上午11:00（KST）播出，共6集。講述一個20多歲的普通上班族賢珠偶遇初戀滿世，雖然很幸福但是心中卻不禁想起痛苦回憶的故事。

### 演員陣容
- 趙胤熙 飾演 賢珠
- 鄭糠雲 飾演 滿世
- 崔元英 飾演 基秀

### 分集主題
- 第1集：離別
- 第2集：再會
- 第3集：告白
- 第4集：道歉
- 第5集：治癒
- 第6集：報答

### 原聲帶
- 《Love in Memory》OST Part 1（發行日期：2013年2月21日）

| 曲序 | 曲目           | 演唱    |
| ---- | -------------- | ------- |
| 1.   | Love in Memory | Star    |
| 2.   | My Story       | Dooboon |
| 3.   | 熟悉           | Dr. 9   |

- 《Love in Memory》OST Part 2（發行日期：2013年3月26日）

| 曲序 | 曲目                   | 演唱            |
| ---- | ---------------------- | --------------- |
| 1.   | 很久之前的再見         | Eric Nam        |
| 2.   | 期待                   | Sosimhan Boys   |
| 3.   | 白色童話               | 李在成          |
| 4.   | 無法理解的話           | 李東允          |
| 5.   | 很久之前的再見（Inst） | Various Artists |

## 第二季
《Love in Memory 2－爸爸的手冊》（韓語：러브 인 메모리2-아빠의 노트），2014年2月26日至3月19日每週三下午2:00（KST）播出2集，共8集。講述身患絕症的男人和家人之間的感人故事。

### 演員陣容
- 鄭雄仁 飾演 玄秀
- 尹周熙 飾演 智恩
- 尹邵熙 飾演 秀貞
- 金亨範 飾演 正元
- 白賢 飾演 正南
- 姜珠恩 飾演 童年秀貞

## 腳註
1. ↑  韓國首部SNS電視劇《LOVE IN MEMORY》誕生 （页面存档备份，存于）MK China（中文）
2. ↑  . china.mydaily.co.kr.   [2019-02-05]. （原始内容存档于2019-02-07）.

## 外部連結
- NAVER TV CAST （页面存档备份，存于）
- 官方部落格 （页面存档备份，存于）